# Achrosis excitata
Sabaria excitata là một loài bướm đêm trong họ Geometridae.